# Космическа совалка
Вижте пояснителната страница за други значения на совалка.
Космическата совалка (на английски: Space Shuttle, Спейс Шатъл) е американски пилотиран космически кораб за многократна употреба. Първият старт на совалката е на 12 април 1981 г., а последният – на 8 юли 2011 г. За този период са осъществени общо 135 космически полета.
Космическите совалки носят космонавти на борда си, както и товари, като изкуствени спътници и части за космическите станции в ниската околоземна орбита, в горната част на атмосферата или термосферата. Обикновено екипажът се състои от 5 до 7 членове. Максималният товар, който може да бъде носен от совалката, е с тегло:
- 22 700 kg до ниска околоземна орбита

- 16 050 kg до Международната космическа станция

- 12 700 kg до полярна орбита

- 3810 kg до геостационарна орбита

- 14 400 kg обратно до Земята

Космическата совалка е първият космически кораб за многократно използване.

## История
Първите космически кораби за многократно използване започват да се разработват на 5 януари 1972 г., когато президентът Ричард Никсън утвърждава програмата „Космическата совалка“ на НАСА. Силна поддръжка на програмата оказва Роналд Рейгън, тъй като совалките са ключово звено от програмата му „Звездни войни“.
Ентърпрайз е първата изградена совалка през 1976 г., но без двигатели и топлинен щит тя служи само за тестове в атмосферата – не може да извършва операции в Космоса. Първоначално са построени четири напълно функциониращи совалки: Колумбия, Чалънджър, Дискавъри и Атлантис. Като две от тях са изгубени при катастрофи – Чалънджър през 1986 г. и Колумбия през 2003 г. с общо 14 жертви. Индевър е петата совалка, конструирането на която е одобрено през 1987 г. с цел да замени Чалънджър.

## Макети
През 1977 г. макетът „Патфайндър“ е построен от стомана и дърво в „Маршал Спейс Флайт Център“, за да се използва за проверка на пистата, възможностите на крана и др.
Пълномащабният макет „Иксплорър“ е инсталиран в „Кенеди Спейс Център Визитор Комплекс“ през 1993 г. Създаден е чрез схеми, чертежи и архивни документи, предоставени от НАСА и „Rockwell International“. Въпреки че много от функциите са симулирани, някои от основните части на модела, като гумите на Мишлен, използвани на колесниците, са автентични за програмата Спейс Шатъл. Макетът има дължина 37,4 m, височина 16 m и размах на крилете 24 m. Името на совалката е сменено на „Индипендънс“ на 5 октомври 2013 г.